# 금타

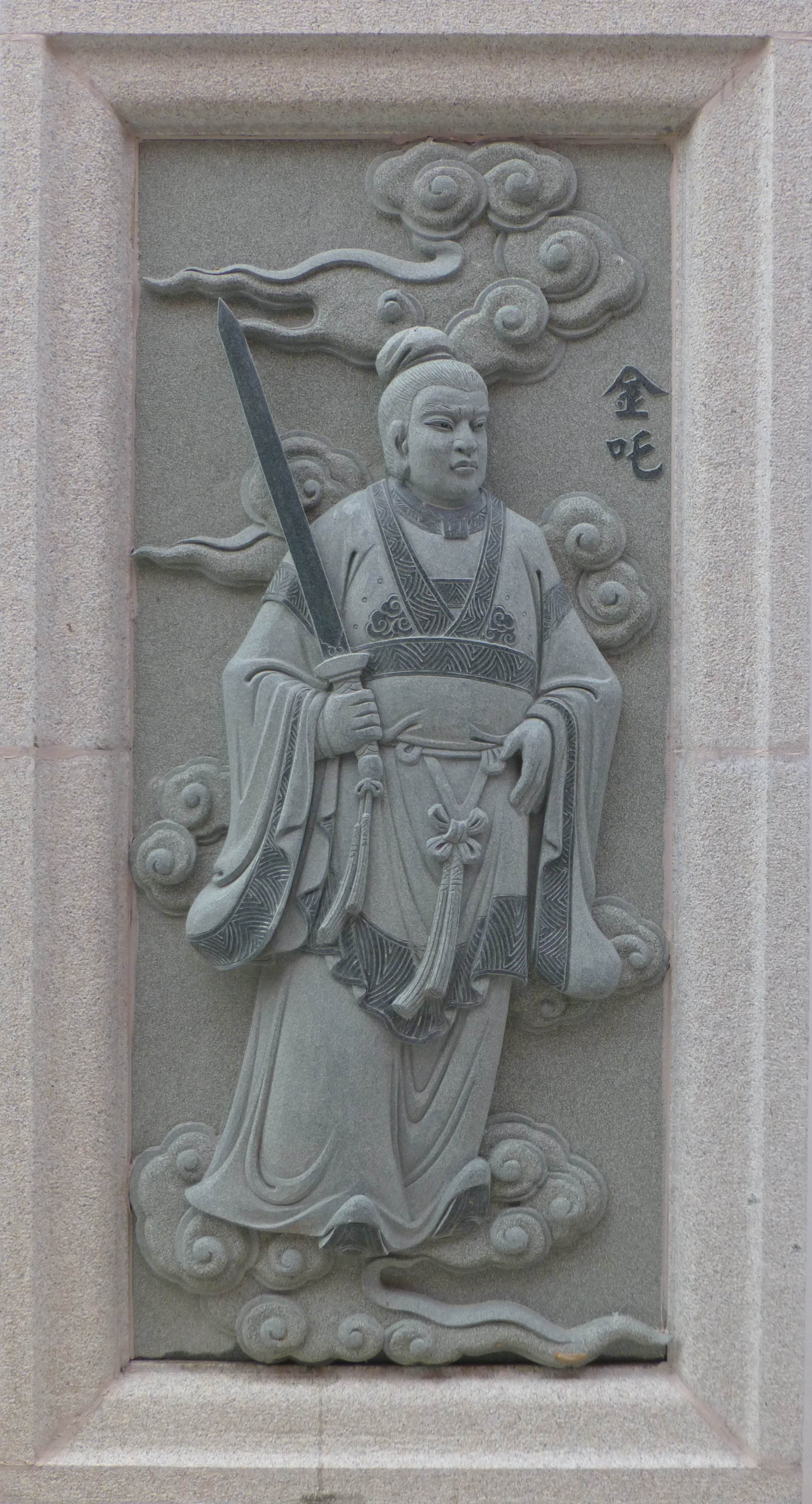

금타(金吒)는 도교에서 추앙하는 신으로, 목타(木吒) 및 나타(哪吒)의 형이다.
중국의 민화 및 설화의 등장 인물로, 《서유기(西遊記)》, 《봉신연의(封神演義)》 등에 등장하기도 한다.

## 봉신연의에서의 금타
이정(李靖)의 아들로, 목타(木吒) 및 나타(哪吒)의 형이다. 문수광법천존(文殊廣法天尊)의 제자이며, 나타가 이정을 죽이려 할 때 목타와 함께 나타를 막았다. 이후 구룡도(九龍島)의 사성 중 하나인 왕마를 죽이는 데 공헌하는 등 이정, 목타, 나타와 함께 봉신(封神) 계획을 위해 힘쓴다.
주무기는 칠보금련이라고도 불리는 둔룡장